# Germaine Mason
Germaine Mason (Kingston, 20 januari 1983 – aldaar, 20 april 2017) was een Jamaicaanse-Britse atleet, die gespecialiseerd was in het hoogspringen. Hij werd Jamaicaans kampioen en heeft zowel binnen als buiten het nationale record in handen in deze discipline.

## Loopbaan
Germaine Mason was een zoon van een Jamaicaanse moeder en een Britse vader. Hij kwam eerst uit voor Jamaica maar had ook een Brits paspoort en hij maakte zijn debuut voor de Britse nationale ploeg in de Europacup van 2006.
In 2000 behaalde Mason een zilveren medaille op de wereldkampioenschappen voor junioren. Twee jaar later moest hij genoegen nemen met een bronzen medaille op ditzelfde kampioenschap en won hij een gouden medaille op de Jamaicaanse kampioenschappen. In 2003 werd hij vijfde op de wereldkampioenschappen in Parijs.
Het hoogtepunt van zijn atletiekcarrière beleefde Mason op de Olympische Spelen van 2008 in Peking, waar hij uitkwam voor Groot-Brittannië. Met een beste poging van 2,34 m eindigde hij achter de Rus Andrej Silnov, die als enige over 2,36 sprong.
Mason kwam op 20 april 2017 op een motorfiets om het leven bij een verkeersongeluk in Kingston (Jamaica).

## Titels
- Pan-Amerikaanse Spelen kampioen hoogspringen - 2003
- Jamaicaans kampioen hoogspringen - 2002

## Persoonlijke records
| Onderdeel              | Prestatie   | Datum           | Plaats        |
| ---------------------- | ----------- | --------------- | ------------- |
| hoogspringen (outdoor) | 2,34 m (NR) | 9 augustus 2003 | Santo Domingo |
| hoogspringen (indoor)  | 2,30 m (NR) | 8 februari 2003 | Arnstadt      |

## Palmares

### hoogspringen
Kampioenschappen
- 2000:  WK U20 - 2,24 m
- 2002:  WK U20 - 2,21 m
- 2003:  Pan-Amerikaanse Spelen - 2,34 m (NR)
- 2003: 5e WK - 2,29 m
- 2003: 4e Wereldatletiekfinale - 2,27 m
- 2004:  WK indoor - 2,25 m
- 2006:  Europacup - 2,27 m
- 2007: 4e Wereldatletiekfinale - 2,27 m
- 2008:  OS - 2,34 m
- 2008: 6e Wereldatletiekfinale - 2,26 m

Golden League-podiumplaats
- 2003:  Golden Gala - 2,31 m